# 異物
異物（いぶつ）とは、以下のように定義される。
1. 普通とは違ったもの。違和感を与える奇異なもの
2. 体内に入ってきて、または体内に発生して、周囲の体組織になじまないもの
3. 死体、死骸

## 食品における異物
食品の中に本来入ってはいけないものを、異物という。
異物には、以下のものがある。
- 動物性の異物 - 虫、排泄物、毛など
- 植物性の異物 - 木片、紙片、布きれなど
- 鉱物性の異物 - 土砂、ガラス片、金属片、陶磁器片など

このうち虫については、つかない食品はなく、おいしい食品ほどつきやすいとされる。虫は卵、幼虫、さなぎ、成虫などあらゆる成長過程で食品に侵入する機会を狙っており、大部分は食品製造後の保管、陳列中に侵入する。孵化直後の幼虫は小さい上に鋭い歯をもち、アルミ箔やポリエチレンの包装を食い破って侵入することが可能である。虫は一般に、変態の際にさなぎとなる場所を求めて食品に侵入する。虫に対する防除策としては、虫に対する注意をもって監視する（虫の生息は、幼虫や成虫のほかに糞によって判別される）、虫が発生・潜伏しない環境を整えることが重要である。
異物が食品に混入する原因や経路はさまざまであり、
- 原料に混入している - 雑穀中の土砂、わら屑、虫など
- 製造中 - 機械の摩擦による鉄片、針金、ブラシの毛、虫、作業時の不注意による混入
- 包装時 - 包装材料の破片、包装材料に付着した虫卵、虫、虫の排泄物
- 貯蔵時 - 倉庫内にいるネズミの毛や糞、虫の卵や糞
- 輸送中 - 包装の破損による混入、虫の侵入
- 陳列中 - 幼虫の侵入
- 調理中 - 人の頭髪、着衣からの混入、ゴキブリやハエ、ネズミの毛や糞

などが挙げられる。
食品工場では、出勤し作業着に着替えた後、粘着ローラー掛け、エアシャワーを行う。しかしこれだけでは100％のゴミやほこりを取り払うことはできず、どこかに残った髪の毛などが食品に混入。結果としてクレームにつながる。酷い時には爬虫類などが混入した例もある。このような場合消費者は生産工場や会社（メーカー）にクレームを行い、場合によっては商品の交換や返金の措置を生産者から取る。
出荷前に異物混入の可能性があると判明した場合にはその地点で出荷停止の措置を行うが、すでに出荷されたあとに判明した場合は、保健所の指示を受け生産者側が自主回収を行う。この際新聞の広告欄に自主回収を促す書面を掲示する場合がある。

## 生物学における異物
消化器官に詰まる異物は餅や嘔吐物などがあり、これが詰まると呼吸困難に陥り死に至る場合がある。この場合の措置としては背中をたたくなどの方法がある。因みに、掃除機を口に入れるのはあまり効果的で無いと考えられている。他にも胆石や、尿路結石といったものも異物と表現される。
また代謝の様式における、薬、毒物などの生体外物質（ゼノバイオティクス、Xenobiotics）も異物と表現される。